# Слуп-Перший
Слуп-Перший (пол. Słup Pierwszy) — село в Польщі, у гміні Борове Ґарволінського повіту Мазовецького воєводства.
Населення — 377 осіб (2011).
У 1975-1998 роках село належало до Седлецького воєводства.

## Демографія
Демографічна структура станом на 31 березня 2011 року:
|          | Загалом | Допрацездатний вік | Працездатний вік | Постпрацездатний вік |
| -------- | ------- | ------------------ | ---------------- | -------------------- |
| Чоловіки | 186     | 42                 | 130              | 14                   |
| Жінки    | 191     | 51                 | 99               | 41                   |
| Разом    | 377     | 93                 | 229              | 55                   |